# Włochy
Włochy jsou městský obvod ve Varšavě, který se nachází v jihozápadní části města. Sousedí s obvody Bemowo a Wola na severu, Ochota a Mokotów na východě, Ursus a Ursynów na jihu.
Slovo "Włochy" v polštině je plurál a znamená "Itálie". Obvod má rozlohu 28,63 km² a žije zde 36 276 obyvatel (2003).